# Temple Fawang (Dengfeng)
Pour les articles homonymes, voir temple Fawang.
Le temple Fawang (chinois : 法王寺 ; pinyin : făwáng sì ou 大法王寺, dà făwáng sì) est un temple bouddhique chan situé au mont Song, dans la ville-district de Dengfeng, au sein de la ville-préfecture de Zhengzhou, dans la province du Henan, en Chine. C'est le plus ancien centre bouddhique de Chine, trois ans après le temple du Cheval blanc de Luoyang.
On y pratique et enseigne le kung-fu Shaolin, créé dans le monastère Shaolin, voisin.
Sa pagode est inscrite en 2001 sur la 5e liste des sites historiques et culturels majeurs protégés au niveau national sous le numéro 5-356.

## Histoire
La fondation de ce temple date de 71, soit la 14e année Yongping (zh) (永平), sous la dynastie des Han orientaux (zh).

## Galerie

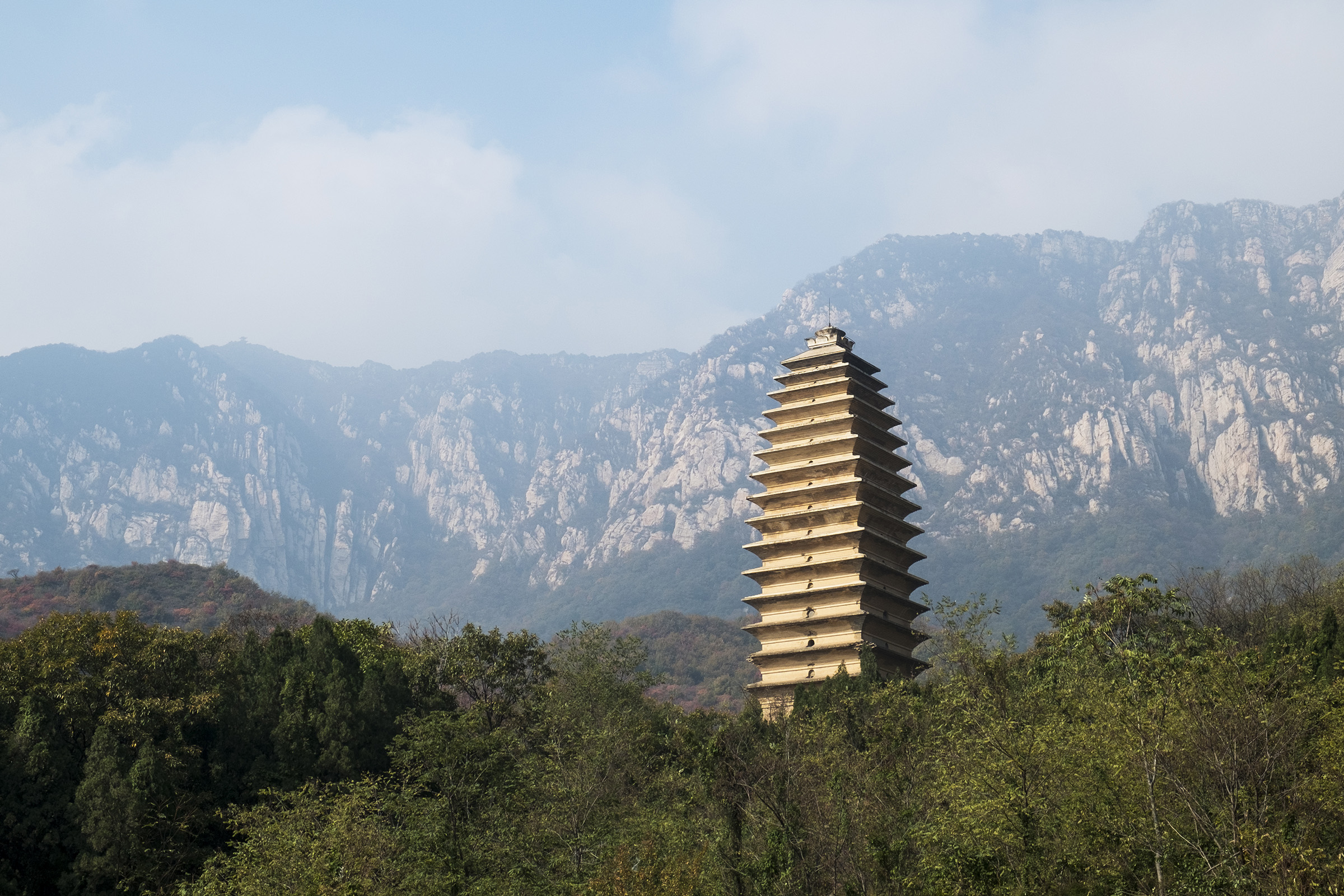
Pagode du temple et en fond, mont Song.
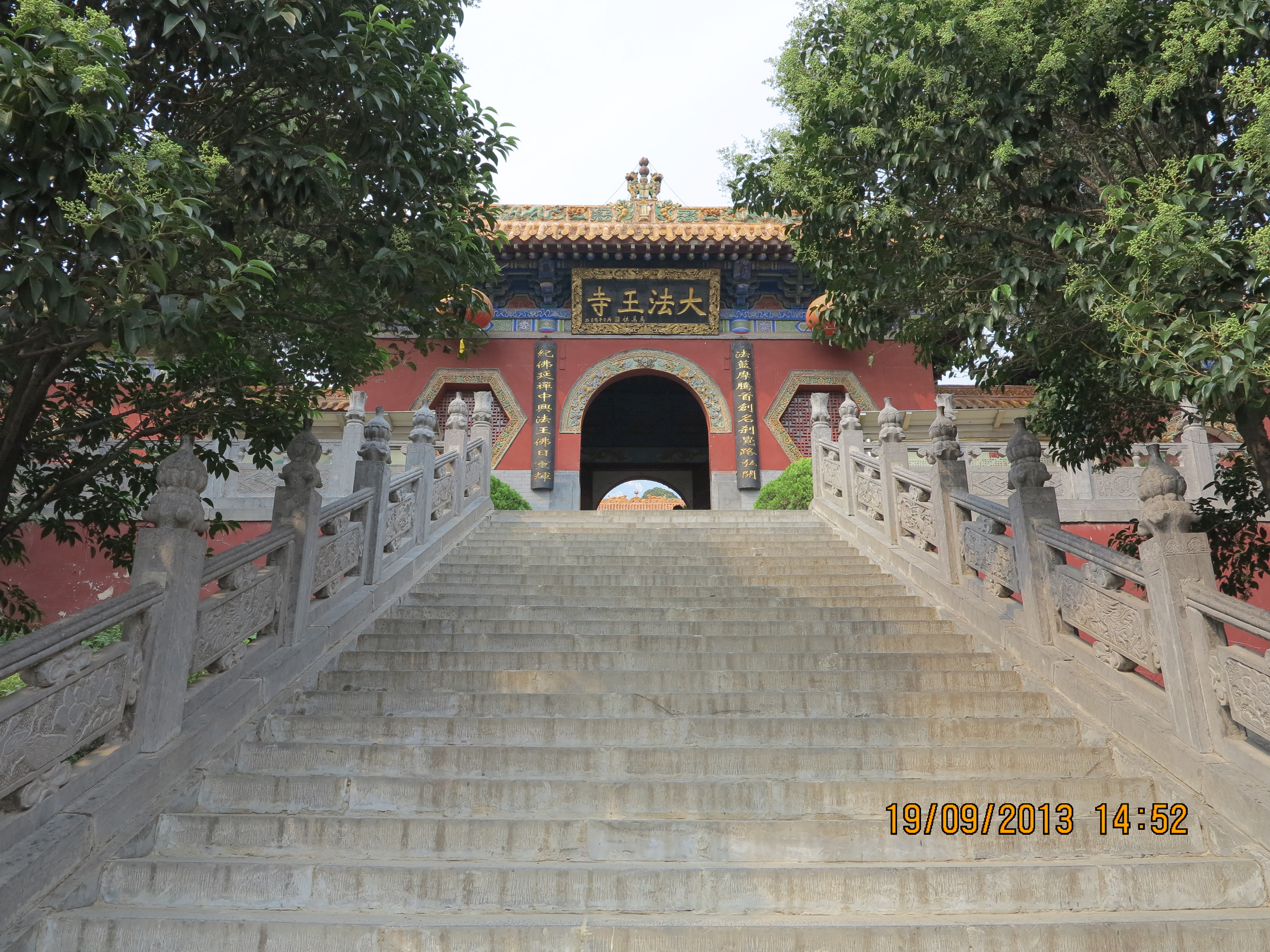
Sur le bian'e au-dessus de la porte est inscrit de droite à gauche 大法王寺 (grand temple Fawang).